# ТЕЦ „Марица изток 2“
ТЕЦ „Марица-изток 2“ ЕАД е българско предприятие за производство на електрическа енергия със седалище в Ковачево, община Раднево. През 2019 година то има обем на продажбите от 676 милиона лева и загуба от 203 милиона лева.
Предприятието е собственост на държавния Български енергиен холдинг и експлоатира едноименната най-голяма топлоелектрическа централа в страната, част от промишления комплекс „Марица Изток“.

## Местоположение
Централата се намира на 280 километра източно от София и на 60 километра южно от Стара Загора. Изградена е върху площ от 512 хектара в землищата на селата Радецки и Ковачево, а на изток от нея се намира язовир Овчарица.

## Характеристики
ТЕЦ „Марица Изток 2“ ЕАД е с обща инсталирана мощност от 1630 MW, състои се от осем генериращи блока с изградени работещи сероочистващи инсталации. Работи с местни лигнитни въглища, добивани в рудниците на Мини „Марица Изток“.
Двата основни комина на централата са сред най-високите постройки в България – единият (комин No.2) е висок 325 m.

## Замърсяване на околната среда
За 2009 година ТЕЦ „Марица Изток 2“ е на второ място по замърсяване на въздуха сред предприятията в Европейския съюз по данни на Европейската агенция по околната среда. Размерът на щетите се оценява между 1,4 и 3,3 млрд. евро.
Инвестициите и в трите ТЕЦ-а от комплекса Марица-изток са в пряка връзка с ангажимента на България да намали емисиите на въглероден двуокис, изхвърляни в атмосферата, с 8% до 2012. Най-голям дял за негативното влияние върху околната среда имат ТЕЦ-овете.

## История
Проектирането на електроцентралата започва през 1960 година от съветския „Топлоелектропроект“ и българския „Енергопроект“. За основа е използвана технологията на изпълняваната по това време ТЕЦ „Първа комсомолска“, която използва същата горивна база, но в нея са внесени корекции, отразяващи отрицателния опит от първата централа.
Първоначално централата е изградена с 4 турбинни агрегата, захранвани от 8 парогенератора. Първата копка на обекта е направена на 7 май 1962 година. Първият турбинен агрегат е пуснат в експлоатация с един парогенератор на 25 октомври 1966 година, а на 10 ноември централата е официално открита. Последният турбинен агрегат е пуснат на 24 ноември 1968 година, а последният парогенератор – на 8 април 1969 година.
През 1979 година правителството взима решение за разширяване на централата с още 4 блока с обща мощност 850 MW и модернизация на съществуващите мощности. През 1980 – 1985 година първоначалните парогенератори са реконструирани по лансираната от Никола Тодориев технология за директно изгаряне на лигнитите без предварително осушаване. Същевременно са изградени още два блока, пуснати в експлоатация през 1985 година. Основните им съоръжения, също като при първите четири, са съветско производство, но технологията за подготовка на горивото е разработена и произведена в България.
Последните два блока на електроцентралата са пуснати на 19 март 1990 и 28 ноември 1995 година, с което тя достига сегашния си капацитет. Малко след това започва изграждането на сероочистваща инсталация за тези два блока, която започва работа на 19 септември 2002 година. До 2008 година е извършен основен ремонт на първите четири блока, включващ рехабилитация на парогенераторите и цялостна подмяна на турбинните агрегати, като един от новоинстлараните е производство на Ленинградския металически завод, а останалите три – на „Тошиба“. През 2008 – 2009 година са пуснати сероочистващи инсталации за блокове 1 до 4 и е въведена цялостна система за управление на околната среда. През 2012 година завършва модернизацията на блокове 5 и 6 и изграждането на сероочистваща инсталация за тези мощности.
На 24 юни 2019 г. се запалва част от комина на сероочистващата инсталация на блок 8 по време на планов ремонт. От пожара има само материални щети, без жертви.